# Schiffbauergasse

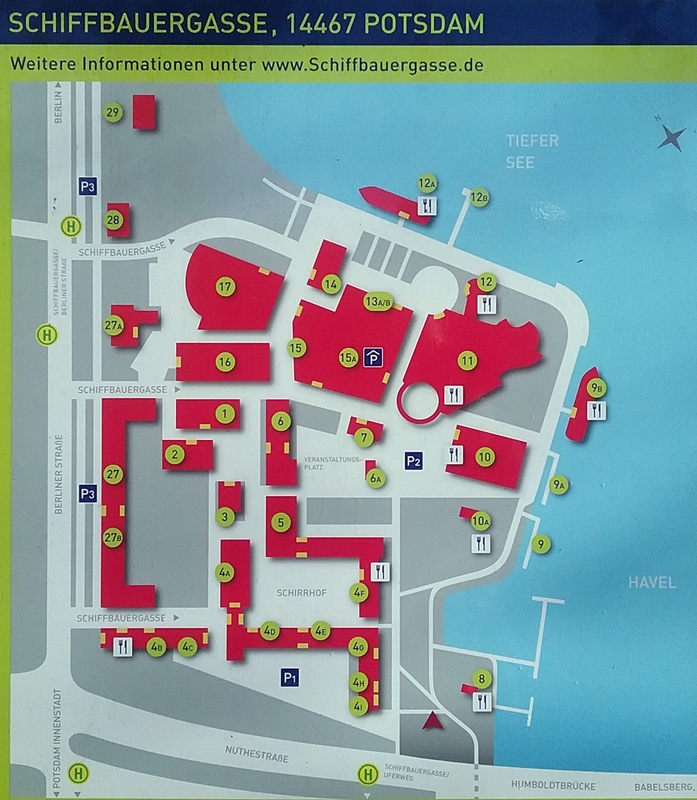
Schiffbauergasse (Geländeplan)

Die Schiffbauergasse ist ein Kultur- und Gewerbestandort im Potsdamer Stadtteil Berliner Vorstadt am Ufer des Tiefen Sees.

## Geschichte
Die Schiffbauergasse war im 17. Jahrhundert noch weitgehend unbebaut, wurde deshalb Potsdambsches Stopelfeld genannt. Ein gutes Jahrhundert später war sie dann aber ein Ort frühindustrieller, damals hochmoderner Entwicklungen, an dem der gebürtige Engländer John Barnett Humphreys im Jahr 1817 unter königlich-preußischer Aufsicht mit dem Bau von Dampfschiffen begann, womit sich der Name des dortigen Hauptstraßenzuges begründete. 1819 wurde das große Dampfschiff Fürst Blücher mit einer Länge von 61 Metern vom Stapel gelassen. Wegen der schmalen und flachen Wasserstraßen und finanzieller Engpässe wurde die Werft im Jahr 1821 aber bereits wieder geschlossen. Von 1839 bis 1842 ordnete König Friedrich Wilhelm III. den Neubau einer Kaserne für das Garde-Husaren-Regiment neben den Reitplätzen an. Dort wurden in der Folge über 600 Husaren in einem Gebäude untergebracht, jeweils 18 Mann in 50 m² großen Stuben.
Am 1. Oktober 1856 ging die neuerrichtete Gasanstalt des Berliner Unternehmers Julius Conrad Freund in Betrieb. Bis zum 1. Juli 1990 wurden dort Gas, Koks und Teer für Potsdam produziert. Außerdem wurde im Jahr 1856 die Zichorienmühle von Ferdinand Biermann errichtet, die 1907 wieder geschlossen wurde. Im Jahr 1880/82 errichtete man nach den Plänen von Baurat Bernhardt und Garnisonbauinspektor Bohm die Königliche Garnisons-Dampf-Wäscherei, die heute als Waschhaus bekannt ist. Nach dem Zweiten Weltkrieg erfolgte 1949 und 1950 eine Vergrößerung der Schiffbauergasse um ca. 10.000 m². Von der Enttrümmerung Potsdams wurde der Bauschutt vom Ufer der Türkstraße bis zum Papenhorn verteilt. In der Folgezeit nutzten die sowjetischen Streitkräfte die Kasernengebäude, bevor diese zum größten Teil an die Nationale Volksarmee der DDR übergeben wurden.
Nach der politischen Wende ab 1991 folgte die Stilllegung des Gaswerks. Später zogen sich die militärischen Truppen zurück. Nach und nach zogen in die früher für die Kavallerie und Industrie genutzten Gebäude zahlreiche Kulturträger ein, damit wurden die Gemäuer wieder für Öffentlichkeit zugänglich. Im Jahr 1992 gewann Professor Gottfried Böhm mit seinem Entwurf zum Theaterneubau Potsdam den ausgelobten internationalen Architekturwettbewerb. 1999 wurde von den Stadtverordneten beschlossen, den Theaterneubau auf dem Gelände der Schiffbauergasse im Rahmen eines Integrierten Kultur- und Gewerbestandortes zu errichten. 1993 siedelte die fabrik Potsdam – Internationales Zentrum für Tanz und Bewegungskunst sich in der Schiffbauergasse an und eröffnete 1998 die Maschinenhalle als Tanzhaus. 2005 siedelte sich die Volkswagen Design Center Potsdam GmbH in der Schiffbauergasse an, 2006 das T-WERK im Schirrhof, KunstRaum Potsdam im Schirrhof. Am 22. September 2006 öffnete sich erstmals der Vorhang des neuen Hans Otto Theaters an der Schiffbauergasse, direkt am Ufer des Tiefen Sees.

## Gebäude

### Schinkelhalle
Die Schinkelhalle gehört in der Schiffbauergasse zu den ältesten Gebäuden und steht unter Denkmalschutz. Sie wurde 1822–1823 nach Plänen von Karl Friedrich Schinkel mit einer Länge von 40 m und einer Breite von 18,2 m auf dem Gelände des Garnisonsholzhofs errichtet. Die Halle war ursprünglich Teil einer H-förmigen Reitstallanlage. Die Schinkelhalle ist mit einem offenen Dachstuhlhängewerk aus massiven Kieferbalken ausgestattet, das den Einbau von Mittelstützen entbehrlich machte, der für eine Reitbahn hinderlich gewesen wäre. Sie wurde denkmalgerecht saniert und wird als Veranstaltungshalle für Konzerte, Events und Großveranstaltungen genutzt.

### Reithalle A

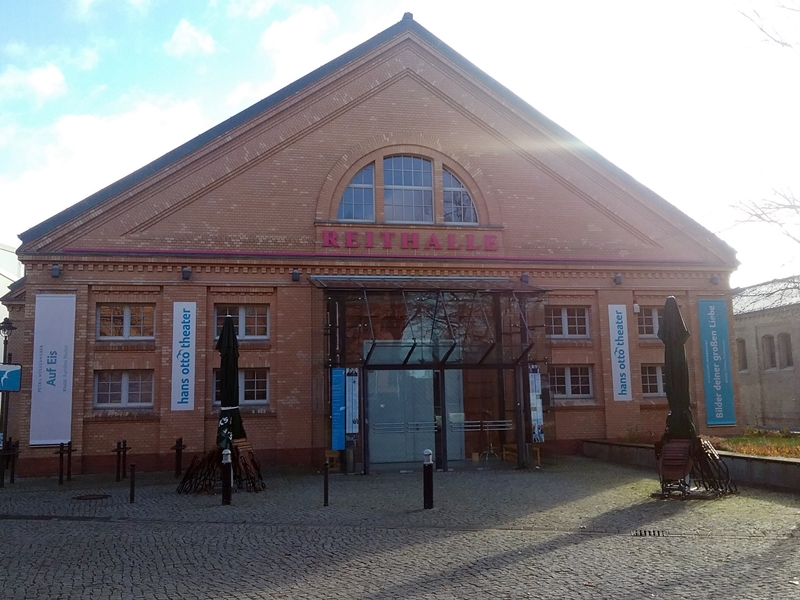
Reithalle A (Hans Otto Theater)

Auf dem Kasernengelände befinden sich vier denkmalgeschützte Reithallen. Die Reithalle A wurde im Jahr 1915 nach den Plänen des Architekten Robert Klingelhöffer, Königlicher Baurat im Heeres-Bauamt II, als vierte Halle, anlässlich der Heeresverstärkung in neoklassizistischer Bauweise gebaut. Große freitragende Stahlbinder von 26,5 Metern überspannen die Halle. Seit dem Jahr 1998 ist in diesem Gebäude das Kinder- und Jugendtheater des Hans Otto Theaters untergebracht. Der ehemalige moderne Kuhstall, der zur langsamen Abkühlung vom Training erhitzter Pferde diente, wird heute als Foyer genutzt.

### Reithalle B
Die Reithalle wurde zeitweise für Schauspiel und Tanztheater durch T-Werk und Fabrik Potsdam genutzt. Heute ist hier die Probebühne des Hans Otto Theaters untergebracht.

### Reitställe am Schirrhof
Zur damaligen Gardehusarenkaserne gehörte ein großer Komplex von Reitställen, der mit der Schinkelhalle verbunden ist. Bis heute lässt sich an zahlreichen erhaltenen Details die Funktion der Bauten ablesen. In den bereits sanierten denkmalgeschützten Reitställen am Schirrhof sind das T-Werk und der Kunstraum Potsdam untergebracht. Im Herbst 2007 wurde der zweite Bauabschnitt fertiggestellt. Hier siedelten sich in Folge ein Tanzstudio, das private Kunstmuseum Fluxus Plus sowie auf den Gewerbeflächen beispielsweise ein Biofrischmarkt sowie diverse Kulturfirmen und Verbände an.